# Oost-Karpatisch Biosfeerreservaat
Het Oost-Karpatisch Biosfeerreservaat werd in 1992 opgenomen in de lijst met biosfeerreservaten van UNESCO's Mens- en Biosfeerprogramma (MAB). Het was tot aan 1998 een bilateraal reservaat met gebieden in het zuidoosten van Polen en het noordoosten van Slowakije. Sinds 1998 werden ook enkele gebieden in het noordwesten van Oekraïne bij het Oost-Karpatisch Biosfeerreservaat gevoegd. Het was hiermee het eerste trilaterale biosfeerreservaat van UNESCO. Sommige delen van het Oost-Karpatisch Biosfeerreservaat zijn ook uitgeroepen tot natuurerfgoed en vallen onder de werelderfgoedinschrijving «Oude en voorhistorische beukenbossen van de Karpaten en andere regio's van Europa». Dit zijn het Oerbos van Stužica, Oerbos Rožok, Oerbos Havešová en Stoezjytsja-Oezjok.

## Deelgebieden
Het Oost-Karpatisch Biosfeerreservaat heeft een totale oppervlakte van 2.132,11 km², verdeeld over zes gebieden. Hiervan ligt 407,78 km² in Slowakije, 585,87 in Oekraïne en 1.138,46 km² in Polen.
Slowakije
- Nationaal Park Poloniny: Heeft een totale oppervlakte van 407,78 km².[4]

Oekraïne
- Nationaal Park Oezjansky: Heeft een totale oppervlakte van 391,59 km².[4]
- Regionaal Landschapspark Nadsjansky: Heeft een totale oppervlakte van 194,28 km².[4]

Polen
- Nationaal Park Bieszczady: Heeft een totale oppervlakte van 292,00 km².[4]
- Landschapspark Ciśniańsko-Wetliński: Heeft een totale oppervlakte van 511,65 km².[4]
- Landschapspark Doliny Sanu: Heeft een oppervlakte van 334,80 km².[4]

## Kenmerken
De vier belangrijkste biotopen in het gebied zijn beukenbossen (Fagetum), beuken-zilversparrenbossen (Fageto-Abietum), struikgewas met vooral groene elzen (Alnus viridis) en alpenweiden. In het gebied leven grote zoogdieren als bruine beer (Ursus arctos), wisent (Bison bonasus), Euraziatische lynx (Lynx lynx) en wolf (Canis lupus) en een verscheidenheid aan vogels, waaronder de zwarte ooievaar (Ciconia nigra) en schreeuwarend (Clanga pomarina).
- Nationale Bibliotheek van Tsjechië: xx0141924
- Système universitaire de documentation: 070001200
- Virtual International Authority File: 268419817